# Гомельський державний медичний університет
Гомельський державний медичний університет (ГДМУ) — вищий навчальний заклад (університет), що знаходиться в Центральному районі м. Гомеля Республіки Білорусь, що забезпечує підготовку спеціалістів із вищою освітою з медичних спеціальностей. Знаходиться у спільному підпорядкуванні двох міністерств: Міністерства освіти та Міністерства охорони здоров'я.

## Історія
Почав своє існування 1 листопада 1990 року відповідно до Постанови Ради міністрів БРСР від 14.11.1990 № 284 і наказу Міністра охорони здоров'я БРСР від 20.11.1990 № 188. Створення вишу було зумовлено гострою потребою в медичних кадрах у Гомельській і Могильовській областях, постраждалих від аварії на Чорнобильській АЕС, а також необхідністю проведення наукових досліджень із вивчення медичних наслідків Чорнобильської катастрофи та пошуку шляхів їх подолання. Першим ректором інституту став доктор медичних наук, професор Бандажевський Юрій Іванович.
За час існування університету створено високопрофесійний колектив, здатний здійснювати підготовку лікарів на належному рівні, проводити наукові дослідження, надавати лікувально-консультативну допомогу населенню.
2003 року Гомельський державний медичний інститут пройшов акредитацію в Республіці Білорусь на відповідність типу університет. ВНЗ акредитовано з усіх спеціальностей підготовки кадрів із вищою освітою. 2008 року університет пройшов державну акредитацію спеціальностей, професій і атестацію.
Клінічна база — одна з найкращих у Республіці Білорусь, де застосовуються найсучасніші медичні технології з діагностики та лікування ендокринологічних, кардіологічних, імунологічних, гематологічних, офтальмологічних, онкологічних захворювань;
Керівники університету
- З 1990 до 1999 року д.м.н., професор Бандажевський Юрій Іванович;
- З 1999 до 2007 року д.м.н., професор Жаворонок Сергій Володимирович;
- З 2007 року і донині д.м.н., професор Лизіков Анатолій Миколайович.

## Факультети

### Лікувальний факультет
Утворений разом зі створенням інституту. На факультеті навчається понад 2500 студентів. Основна спеціальність випускників факультету — лікувальна справа. За роки його існування підготовлено понад 10 тисяч спеціалістів. Серед них вже немало відомих лікарів та організаторів охорони здоров'я, вчених і викладачів, які працюють як у Республіці Білорусь, так і за її межами.

#### Субординатура
- Хірургія зі спеціалізацією в абдомінальній хірургії, дитячій хірургії, серцево-судинній хірургії, торакальній хірургії, урології, офтальмології, оториноларингології, щелепно-лицьової хірургії, травматології, ортопедії, онкології.
- Терапія зі спеціалізацією у внутрішніх хворобах, гастроентерології, кардиології, пульмонології, фтізіатрії, алергології, інфекційних хворобах, гематології, ендокринології, нефрології, неврології, дерматовенерології, психіатрії.
- Педіатрія зі спеціалізацією в галузі педіатрії, неонатології, медичної генетики.
- Акушерство і гінекологія зі спеціалізацією в галузі акушерства, гінекології, дитячої гінекології.
- Анестезіологія і реаніматологія зі спеціалізацією в галузі анестезіології, реаніматології, клінічної фармакології.

Випускникам надається кваліфікація «лікар», спеціальність «лікувальна справа» з наступною можливістю працевлаштування на лікарських посадах лікувального та діагностичного профілів у клініко-діагностичних, лікувально-профілактичних установах, патологоанатомічних бюро, організаціях наукового профілю.

### Медико-діагностичний факультет
1996 року в ГДМУ на базі лікувально-профілактичного факультету (наразі — лікувальний факультет) було відкрито лікувально-діагностичне відділення для підготовки спеціалістів лікувально-діагностичного профілю. Студенти, зараховані в перші роки існування відділення, навчалися за програмою спеціальності «лікувально-профілактична справа», на старших курсах поглиблено вивчали предмети медичної діагностики.
Наприкінці 2000 року лікувально-діагностичне відділення було перетворено в однойменний факультет. 2001 року вперше в історії медичної освіти Республіки Білорусь введено нову спеціальність «медико-діагностична справа», через що лікувально-діагностичний факультет перетворено в «медико-діагностичний». Створено нову програму навчення за спеціальністю «медико-діагностична справа», з 2008 року строк навчання скорочено до 5 років. ГДМУ є першим медичним університетом на територіях РБ і колишнього Радянського Союзу, що почав підготовку лікарів за медико-діагностичною спеціальністю.

#### Спеціалізації медико-діагностичного профілю
- Клінічна лабораторна діагностика
- Функціональна діагностика
- Променева діагностика

Випускникам надається кваліфікація «лікар» із наступною можливістю працевлаштування на лікарських посадах медико-діагностичного профілю лікувально-профілактичних і науково-дослідних установ.

### Факультет підготовки спеціалістів для зарубіжних країн
Факультет підготовки спеціалістів для зарубіжних країн готує майбутніх лікарів для країн Європи, Азії. На 1-6 курсах факультету навчається близько 100 іноземних громадян з Лівану, Сирії, Палестини, Єгипту, Йорданії, Непалу, Пакистану, Шрі-Ланки, Ірану й інших країн.
В університеті створено необхідні умови для навчання іноземних студентів: фундаментальна клінічна база, оснащена найкращими взірцями зарубіжної та вітчизняної медичної техніки, викладачі та лікарі, що мають вчені ступені, що стажувалися в найкращих клініках Європи, Північної Америки, Японії.
Відповідний світовим стандартам навчальний процес забезпечує поєднання глибоких теоретичних знань із фундаментальною практичною підготовкою. Спеціалізація сприяє підвищенню якості підготовки в галузі медичної освіти майбутніх Докторів Медицини, дозволяє концентрувати зусилля викладачів на специфічних особливостях перебігу захворювань, діагностики, лікування хворих. При цьому враховуються властиві даному регіону кліматичні, етнічні, економічні й інші фактори впливу на захворювання людини.
По закінченні інституту випускникам надається кваліфікація лікаря й титул Доктора Медицини (MD). Освіта може бути продовжена за будь-якою лікарською спеціальністю в клінічній ординатурі, аспірантурі, на стажуваннях.
Університет співпрацює з освітніми та науковими медичними центрами з проблем підготовки лікарських кадрів, у проведенні наукових досліджень з медицини, в організації медичної допомоги населенню, з країнами ближнього зарубіжжя (Україна, Росія), провідними університетами міст Європи (Абердин, Клермон-Ферран, Франкфурт-на-Майні, Білосток), Японії (Нагасакі, Хіросіма).